# Endeløst svømmebassin
Endeløst svømmebassin (engelsk: infinity pool, infinity edge pool, negative edge, zero edge, «disappearing edge» eller vanishing edge pool) er et svømmebassin, som skaber en visuel effekt af at vandet fortsætter mod horisonten.
| Bygning eller seværdighed | Spire Denne artikel om en bygning, et bygningsværk eller en seværdighed er en spire som bør udbygges. Du er velkommen til at hjælpe Wikipedia ved at udvide den. |